# Turbo-compound

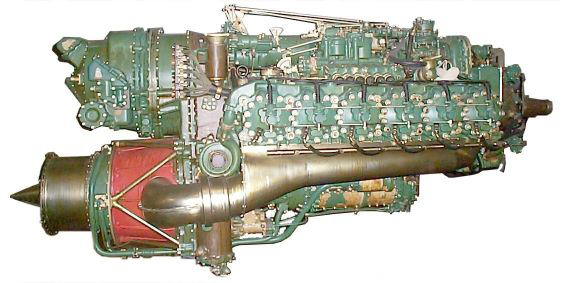
Un motore aeronautico due tempi Diesel Napier Nomad con la turbina per il recupero di energia montata inferiormente.

Un sistema turbo-compound è una soluzione tecnologica utilizzabile su motori a combustione interna a pistoni volta a recuperare parzialmente l'energia contenuta nei gas di scarico. Fu sviluppata a partire dalla seconda metà degli anni quaranta dal costruttore di motori aeronautici statunitense Wright Aeronautical Division.

## Principio di funzionamento

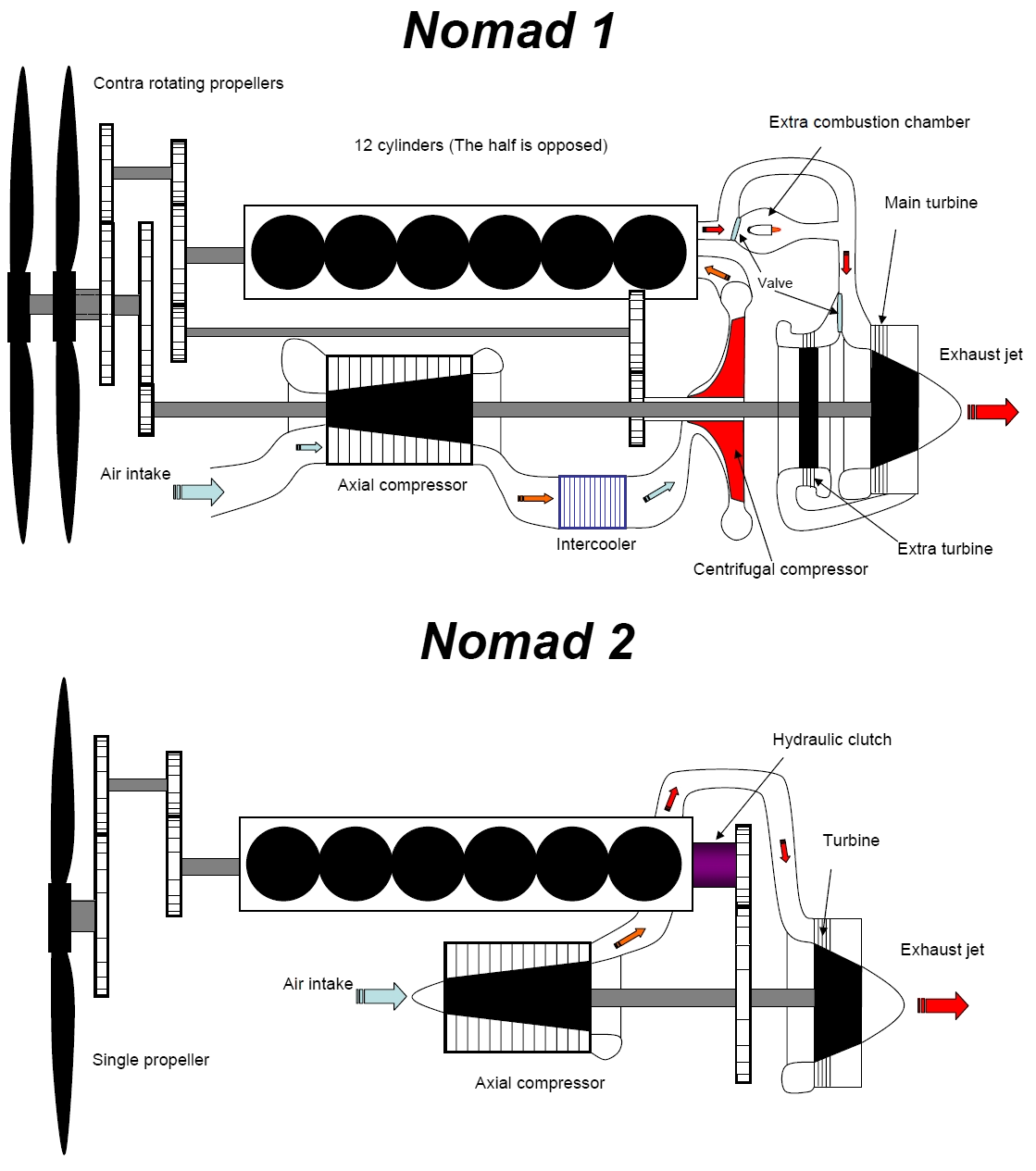

Nel turbocompressore (sistema utilizzato nei motori aeronautici per erogare in quota la potenza disponibile a livello del mare), i cilindri scaricano i gas di combustione in un collettore comune con due uscite; una attraverso la valvola wastegate che, aprendosi, regola la pressione massima di sovralimentazione ed una che alimenta la turbina. A valvola aperta, la pressione nel collettore è praticamente uguale a quella atmosferica, mentre a valvola chiusa, i gas di scarico sono costretti a passare attraverso la turbina (del tipo "a reazione") che sfrutta il salto di pressione per muovere il compressore, ma anche influenza negativamente lo svuotamento dei cilindri durante la fase di scarico.
Nel turbo-compound, invece, gli scarichi dei cilindri sono direttamente collegati alla turbina (in questo caso del tipo "ad azione") che lavora con un salto di pressione trascurabile, trasformando l'energia cinetica dei gas di scarico in lavoro meccanico, non introducendo deleterie sovrappressioni allo scarico e avvantaggiandosi, al salire della quota, del crescente salto di pressione tra quella in camera di combustione (che resta praticamente costante) e quella atmosferica (che decresce con l'altitudine).

## Descrizione tecnica
In un motore turbo-compound, la turbina è generalmente collegata meccanicamente all'albero motore mediante una opportuna serie di ingranaggi riduttori, ma è stata studiata anche una versione elettrica in cui la turbina aziona un generatore che può alimentare un motore elettrico (tipicamente nei veicoli ibridi) o altre utenze elettriche.
L'energia così recuperata permette di risparmiare tra il 2,5 ed il 5% di carburante, a seconda della configurazione; l'impiego di tale sistema risulta particolarmente indicato nel caso di motori che operino per lungo tempo alla loro massima potenza.

### Applicazioni

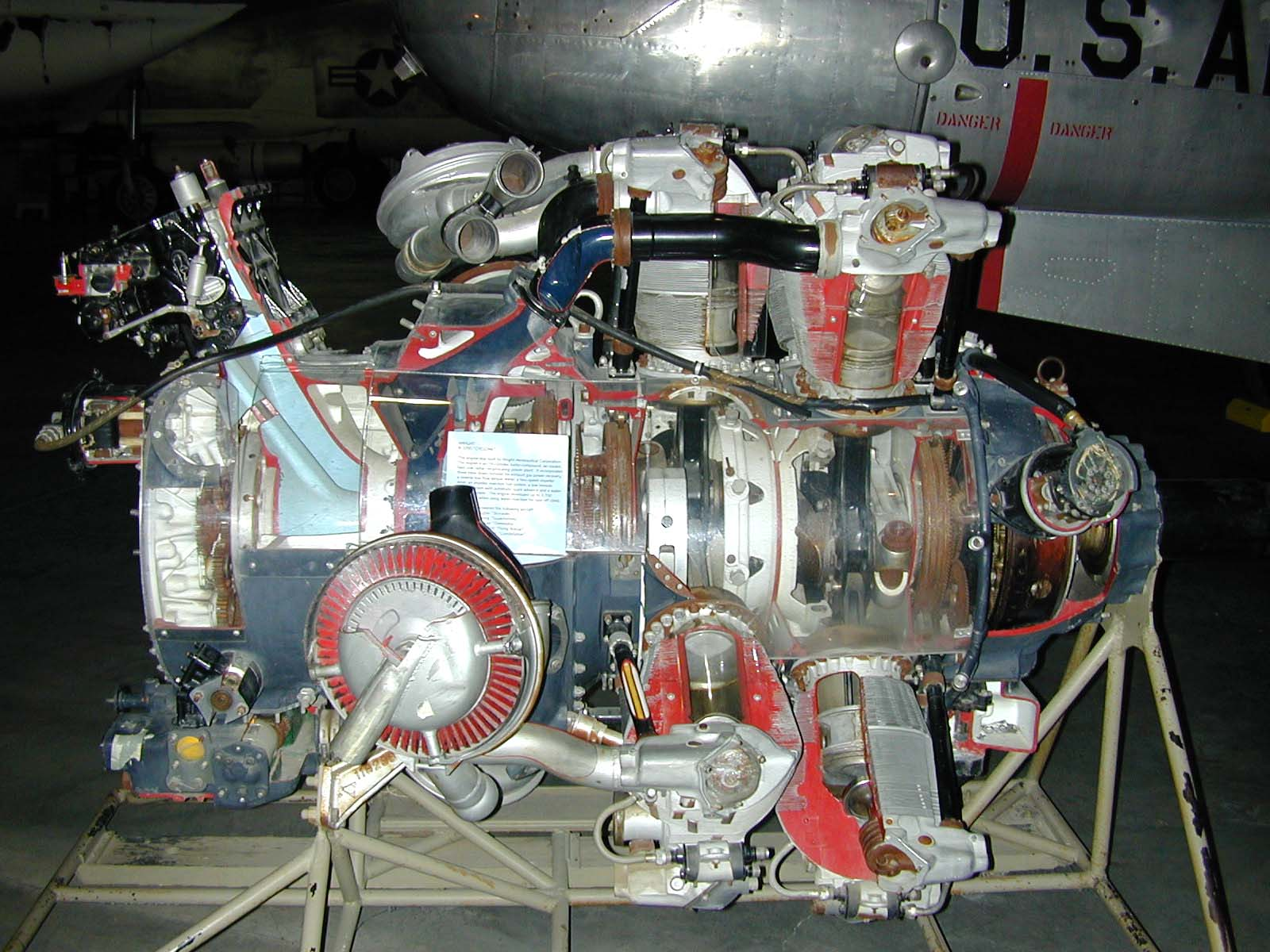
Un motore radiale Wright R-3350 Turbo-Compound.

A partire dal 1942, la Wright Aeronautical Division iniziò a studiare in campo aeronautico un sistema per il recupero della potenza altrimenti persa nei gas di scarico dei motori a pistoni. Dal 1946, la U.S. Navy sovvenzionò queste ricerche che portarono, nel 1950, al primo esemplare di produzione, il Wright R-3350.
In questo motore, all'apertura delle valvole di scarico, la pressione in camera di combustione crolla rapidamente da circa 14 atmosfere (200 psi) alla pressione atmosferica, lasciando uscire i gas di scarico a velocità sonica (che per quella temperatura media corrisponde a circa 670 m/s).
Le tre turbine installate (che ruotavano fino a 19 000 giri al minuto al decollo) permettevano per questo motore un guadagno di 410 kW (550 hp) al regime di potenza massima continuativa.
Oltre che per il Wright R-3350, il turbo compound fu sviluppato anche su altri motori aeronautici quali il Napier Nomad, il Rolls-Royce Crecy, e l'Allison V-1710, sebbene per questi ultimi due non si andò oltre lo stadio di prototipo. Il contemporaneo sviluppo di motori turboelica e turbogetto soppiantarono rapidamente i sempre più complessi motori a pistoni e con loro le versioni turbo-compound.
Alcuni costruttori di autocarri hanno recentemente incorporato il turbo-compound nei loro ultimi modelli di motore. Tra questi il Detroit Diesel DD15 e lo Scania in produzione dal 2001. In questi motori, la turbina di recupero potenza è montata a valle di quella del turbocompressore tradizionale, massimizzando il recupero dell'energia dei gas di scarico. L'accoppiamento tra la turbina e l'albero motore è assicurato da un giunto idraulico che evita che la turbina (che per i motori Scania ruota a regime fino a 55000 giri al minuto) venga trascinata dall'albero motore ai bassi regimi assorbendo potenza.